# Metro de Milán
El Metro de Milán (en italiano: metropolitana o metro di Milano) está compuesto por cinco líneas, indicadas por los números 1, 2, 3, 4 y 5 y por colores: líneas "roja" (rossa, la n. 1), "verde" (n. 2), "amarilla” (gialla, la n. 3), "azul" (blu, la n. 4)  y "lila" (lilla, la n. 5). Tiene una longitud de 111,8 km y 134 estaciones.
Es la red más importante de Italia y una de la más importantes de la Unión Europea.

## Mapa de la red
La red está compuesta por cinco líneas:
- La línea 1 “roja” une la los barrios occidentales a la ciudad de Sesto San Giovanni y las zona de Bisceglie y Rho Fiera, a través del casco antiguo y de la calle Buenos Aires, una vía comercial de 1,5 km de longitud. La línea M1 del metro de Milán conecta la ciudad de norte-este, con la última parada en Sesto 1 de mayo de FS (en el municipio de Sesto San Giovanni) hacia el oeste, a continuación, dividir en dos ramas, una hacia el norte-oeste, con la última parada en Rho Fiera (en el municipio de Rho) y otra hacia el suroeste, con la última parada en Bisceglie (en el municipio de Milán). Línea 1 también se llama "línea roja" por el color con el que se dibuja en los mapas. El rojo es también el principal color utilizado en la decoración de las estaciones y trenes. Cruza la línea M2 en las estaciones de Loreto y Cadorna, la línea M3 en la estación Duomo y la línea M5 en la estación de Lotto. La línea tiene intercambios con diferentes estaciones de ferrocarril: Sesto San Giovanni (líneas suburbanas S7, S8, S9, S11 y trenes regionales), Milán Porta Venezia (líneas suburbanas S1, S2, S5, S6, S13, S12), Cadorna (líneas suburbana S3, S4, Malpensa Express y los trenes regionales) y Rho (líneas suburbanas S5, S6, S11, trenes regionales, nacionales e internacionales).

- La línea 2 “verde” une los barrios del suroeste a los del noreste pasando por el castillo Sforzesco. Además, permite establecer correspondencia con seis estaciones urbanas de ferrocarril: Romolo, Porta Génova, Cadorna, Porta Garibaldi, Centrale FS y Lambrate. Una de las dos terminales que esta línea tiene en el sur de la ciudad es la estación de Abbiategrasso, que toma su nombre de una plaza homónima existente en la zona. Para evitar que la estación pueda ser confundida con la ciudad de Abbiategrasso, en las afueras de Milán, en 2008 pasó a denominarse Piazza Abbiategrasso - Chiesa Rossa. La línea M2 del metro de Milán conecta la ciudad desde el noreste, con doble terminal en Cologno Nord (en el municipio de Cologno Monzese) y Gessate (en el municipio de Gessate) hacia el sur, llegando a los dos terminal Piazza Abbiategrasso (en el municipio de Milán) y Assago Milanofiori Forum (en el municipio de Assago). La Línea 2 también se llama "línea verde" por el color con el que se dibuja en los mapas. El verde es también el principal color utilizado en la decoración de las estaciones y trenes. Cruza la línea M1 en las estaciones de Loreto y Cadorna, la línea M3 en la estación central y la línea M5 en la estación de tren de Garibaldi. La línea tiene intercambios con diferentes estaciones de ferrocarril: Lambrate (línea de cercanías S9, regionales y nacionales), Milano Centrale (Malpensa Express, trenes regionales, nacionales e internacionales), Milano Porta Garibaldi (líneas de cercanías S1, S2, S5, S6, S7, S8, S11, S13, S14, Malpensa express, trenes regionales, nacionales e internacionales), Cadorna (líneas suburbanas S3, S4, Malpensa express y trenes regionales), Milán Porta Genova (trenes regionales) y Milán Romolo (línea de cercanías S9).

- La línea 3 “amarillo” la línea M3 del metro de Milán conecta la ciudad desde el norte, con terminal en Comasina (en el municipio de Milán) hacia el sur, llegando a la última parada en San Donato (en el municipio de Milán, en el borde extremo de la San Donato Milanese). La línea 3 también se llama "línea amarilla" por el color con el que se dibuja en los mapas. El amarillo es también el principal color utilizado en la decoración de las estaciones y trenes. Cruza la línea M1 en la estación Duomo, la línea M2 en la estación central de tren y cruzar la línea en la estación M5 de Zara. La línea tiene intercambios con las estaciones de tren: Milano Affori (líneas de cercanías S2, S4, y trenes regionales), Centrale FS  (Malpensa Express, trenes regionales, nacionales e internacionales), República Milán (líneas de cercanías S1, S2, S5, S6, S13 y S12), Milán Porta Romana (línea de cercanías S9) y Milán Rogoredo (líneas suburbanas S1, S2, S13, S12, regionales y nacionales de trenes).

- la línea 4 “azul”, indicada por el color azul, es un tren automático que une la zona de Dateo y Susa con el aeropuerto de Linate. La línea M4 del Metro de Milán conecta la ciudad desde el este, con el terminal de Linate, hacia el oeste, en San Cristoforo. La cuarta línea es también llamada la "línea azul" debido a su color con el que está marcado en los mapas. Lo mismo es también el principal color utilizado en la decoración de las estaciones y trenes. La línea tiene conexiones  con las estaciones de tren: Milán Dateo (líneas de cercanías S1, S2, S5, S6, S12 y S13),  Milán Forlanini (líneas suburbanas S5, S6 y S9) y Milán San Cristoforo. También tiene conexión con la línea M2 en Sant'Ambrogio y con la línea M1 en San Babila.

- La línea 5, es un tren automático que une la zona de Bignani y los barrios del noroeste con el estadio Giuseppe Meazza. La línea M5 del Metro de Milán conecta la ciudad desde el norte, con el terminal Bignami (en el municipio de Milán), hacia el oeste, en el estadio de San Siro (siempre en el municipio de Milán). Es la primera línea de metro de Milán que no cruza el círculo de murallas e incluso el centro histórico de la ciudad. La quinta línea es también llamada la "línea morada" debido a su color con el que está marcado en los mapas. Lo mismo es también el principal color utilizado en la decoración de las estaciones y trenes. Tiene conexiones con la línea M3 en Zara, la línea M2 en las estación de Garibaldi y la línea M1 en Lotto. La línea tiene conexiones  con las estaciones de tren: Garibaldi (líneas de cercanías S1, S2, S5, S6, S7, S8, S11, S13 y S12, Malpensa Express, trenes regionales, nacionales e internacionales) y Milán Domodossola (líneas suburbanas S3 y S4 y trenes regionales).

Hay además una breve línea que, desde la estación de "Cascina Gobba" (línea 2 “verde”), llega sin paradas intermedias hasta el hospital San Raffaele en Segrate, uno de los hospitales más importantes de Lombardía y de Italia.
| Línea | Recorrido                                                         | Inauguración | Última extensión | Longitud | Estaciones |
| ----- | ----------------------------------------------------------------- | ------------ | ---------------- | -------- | ---------- |
|       | Sesto 1º Maggio – Rho Fiera / Bisceglie                           | 1964         | 2005             | 27,0 km  | 38         |
|       | Abbiategrasso / Assago Milanofiori Forum – Cologno Nord / Gessate | 1969         | 2011             | 39,4 km  | 35         |
|       | San Donato – Comasina                                             | 1990         | 2011             | 17,1 km  | 21         |
|       | San Cristoforo - Linate Aeroporto                                 | 2022         | 2024             | 15,0 km  | 21         |
|       | San Siro Stadio - Bignami                                         | 2013         | 2015             | 12,9 km  | 19         |

## Historia
Los primeros planos de dotar Milán de una red de metro se remontan a 1912, pero fueron abandonados debido al estallido de la Primera Guerra Mundial. Algo similar ocurrió en 1938, pero esta vez los planes fueron parados por la Segunda Guerra Mundial
Los orígenes de la red actual se remontan al año 1952, y en 1955 ya estaba constituida la empresa que se encargaría de la construcción. Las obras de construcción de la línea el 1 comenzaron en 1957. La construcción de esta línea destaca por ser la primera del mundo en ser construida utilizando pantallas de hormigón armado. El primer tramo de esta se inauguró el 11 de noviembre de 1964, entre las estaciones de Lotto y de Sesto Marelli, conectando al oeste de Milán con la población de Sesto San Giovanni, con una longitud de 12,5 km y una distancia media entre las estaciones de 590 m. En 1965 transportó 35 millones de viajeros. Esta cifra se duplicó al cabo de cuatro años. En 1969 entra en funcionamiento la segunda línea, la 2, entre Caiazzo (cerca de la estación central) y Cascina Gobba. Ambas líneas fueron creciendo progresivamente durante los años 70 y 80 del siglo XX, convirtiéndose no sólo en una red metropolitana, sino en una red suburbana, aprovechando de tramos de antiguos ferrocarriles que se dirigían a poblaciones de los alrededores (en el caso de la línea 2).

Evolución de la red desde 1964 hasta 2022

En 1990 se abre la línea 3, que en el principio unió la estación central con la plaza de la Catedral. Posteriormente se prolongó tanto por el norte como por el sur. El tramo bajo el casco antiguo se realiza en un túnel en dos niveles similar al de la línea 9 del metro de Barcelona, para ocupar menos espacio y evitar pasar por debajo de los edificios .
Ya en el siglo XXI, todas las líneas se han continuado expandiendo, saliendo todas del término municipal de Milán y llegando a pueblos de los alrededores, como por ejemplo San Donato, Rho o Assago. A principios del 2013 se inauguró el primero de los tres tramos de la nueva línea automática 5, que une el norte con la zona oeste sin pasar por el centro, en 2022 fue también inaugurado el primero de los tres tramos de la línea 4 que conecta el la zona este y oeste de la ciudad.

## Estaciones más importantes
Las bocas de las estaciones están identificadas por carteles rojos con una letra M grande de color blanco.
| Estación de                  | Líneas | Sitios |
| ---------------------------- | ------ | --- |
| Bicocca                      |        | Universidad de Milán-Bicocca; Teatro degli Arcimboldi |
| Bonola                       |        | Gallaratese |
| Cadorna                      |        | Estación de ferrocarriles de Cadorna, de la que sale el tren Malpensa express para el Aeropuerto de Milán-Malpensa; Santa Maria delle Grazie; La Última Cena (Leonardo); Parque Sempione; Museo Arqueológico; Triennale de Milán, Consulado de Chile; Consulado de México. |
| Ca' Granda                   |        | Hospital Ca' Granda |
| Cairoli                      |        | Castillo Sforzesco; Instituto Cervantes de Milán; Teatro dal Verme. |
| Cascina Gobba                |        | Línea automatíca para el hospital San Raffaele de Segrate. |
| Centrale                     |        | Estación de Milano Centrale; Torre Pirelli; Palazzo Lombardia. |
| Cordusio                     |        | Bolsa de Italia; Pinacoteca Ambrosiana. |
| Domodossola                  |        | Estación de tren Domodossola |
| Duomo                        |        | Piazza del Duomo; Duomo (Catedral); Teatro alla Scala; Palacio real; Loggia degli Osii; Galería Víctor Manuel II; Palacio Marino; Pinacoteca Ambrosiana; Consulado de Uruguay                                                                                              |
| Garibaldi                    |        | Estación de ferrocarriles “Porta Garibaldi”, de donde salen trenes para las cercanías y de alta velocidad "Italo" de Nuovo Trasporto Viaggiatori; Torre Unicredit; Piazza Gae Aulenti; Cementerio monumental                                                               |
| Gioia                        |        | Palazzo Lombardia. |
| Lanza Brera - Piccolo Teatro |        | Pinacoteca de Brera; Academia de Bellas Artes de Brera; Piccolo Teatro; Parque Sempione; Acuario Cívico; Consulado de Colombia. |
| Linate Aereoporto            |        | Aeropuerto de Linate |
| Lotto                        |        | Feria de Milán: complejo FieraMilanoCity. |
| Maciachini                   |        | Consulado de Perú. |
| Missori                      |        | Universidad (facultades humanísticas). |
| Montenapoleone               |        | Vía Montenapoleone; Teatro alla Scala; Museo Poldi Pezzoli; Palacio Marino; Consulado de España. |
| Moscova                      |        | Consulado de Bolivia. |
| Palestro                     |        | Museo Cívico de Historia Natural; Planetario |
| Piola                        |        | Universidad (facultades científicas) y Politécnico. |
| Repubblica                   |        | Consulado de Ecuador. |
| Rho Fiera                    |        | Feria de Milán: complejo FieraMilano Rho/Pero; Exposición Internacional de Milán (2015) |
| Romolo                       |        | Libera Università di Lingue e Comunicazione (Universidad Libre de Lengua y Comunicación). |
| San Babila                   |        | Vía Montenapoleone; Consulado de Argentina; Consulado de Venezuela. |
| San Siro Stadio              |        | Estadio de San Siro |
| Sant'Agostino                |        | Consulado de Filipinas. |
| Sant'Ambrogio                |        | Basílica de San Ambrosio; Museo Nacional de la Ciencia y la Tecnología Leonardo da Vinci; Università Cattolica del Sacro Cuore (Universidad Católica del Sagrado Corazón).                                                                                                 |
| Turati                       |        | Consulado de Estados Unidos; Consulado de España. |

## Expansión
Actualmente está en construcción una expansión del trazo de la línea M4 que unirá la estación de ferrocarriles de "Dateo", pasando por el casco antiguo hacia Sant’Ambrogio que está previsto para el 2023, mientras el tramo hacía a la estación de ferrocarriles de "San Cristoforo"  está previsto para el 2024.

## Proyecto
- La linea 1 tendrá dos nuevas estaciones: Monza Bettola y Sesto Restellone. Se iniciaron las obras en 2012, pero se paralizaron en 2015. En 2017 se reiniciaron las obras y está prevista su inauguración en 2023. El tramo Bisceglie a Baggio actualmente está en proyecto.
- la linea 2 están en proyecto dos tramos que son los siguientes: Cologno Nord a Vimercate y Gessate a Trezzo sull'Adda
- la linea 3 está en proyecto el tramo de San Donato a Paullo Est
- la linea 5 actualmente está en proyecto el tramo que unirá esta línea con la futura estación de la línea 1 (Monza Bettola) y el tramo San Siro Stadio a Settimo Milanese está en proyecto

## Boletos
Los boletos se pueden comprar en las estaciones del metro (donde hay taquillas automáticas, que usan como idioma aun el español), en quioscos, en estanquerías (tiendas señaladas con un cartel negro con una “T” blanca) y en algunos bares. 
Los boletos que no se pueden comprar a bordo, son los mismos que los de autobús y tranvías, pero cada billete permite hacer sólo un viaje, es decir entrar en las estaciones del metro sólo una vez: el derecho a viajar caduca después de 90 minutos, durante los cuales se pueden hacer transbordos de trenes. Hay abonos ("abbonamento" en italiano) diarios, semanales, mensuales y anuales. Además, se pueden comprar boletos para 10 viajes ("carnet 10 corse" en italiano), que sólo sirven para una persona.
| Billete           | En italiano             | Lo que permite hacer:                                                                                              | Precio (mayo de 2021) |
| ----------------- | ----------------------- | --- | --------------------- |
| Billete           | Biglietto (ordinario)   | Un viaje, es decir entrar en las estaciones del metro sólo una vez, aun con transbordos, viajando hasta 90 minutos | 2,00 €                |
| Billete 10 viajes | Carnet dieci viaggi     | 10 viajes para sólo una persona en el plazo de un año.                                                             | 18,00 €               |
| Abono diario      | Abbonamento giornaliero | Viajar durante 24 horas sin limitaciones.                                                                          | 7,00 €                |

Los precio indicados son para viajes por la ciudad. Para viajar a las cercanías (línea 1: más allá de Molino Dorino o de Sesto Marelli; línea 2: más allá de Cascina Gobba o hasta Assago) el precio es más alto.

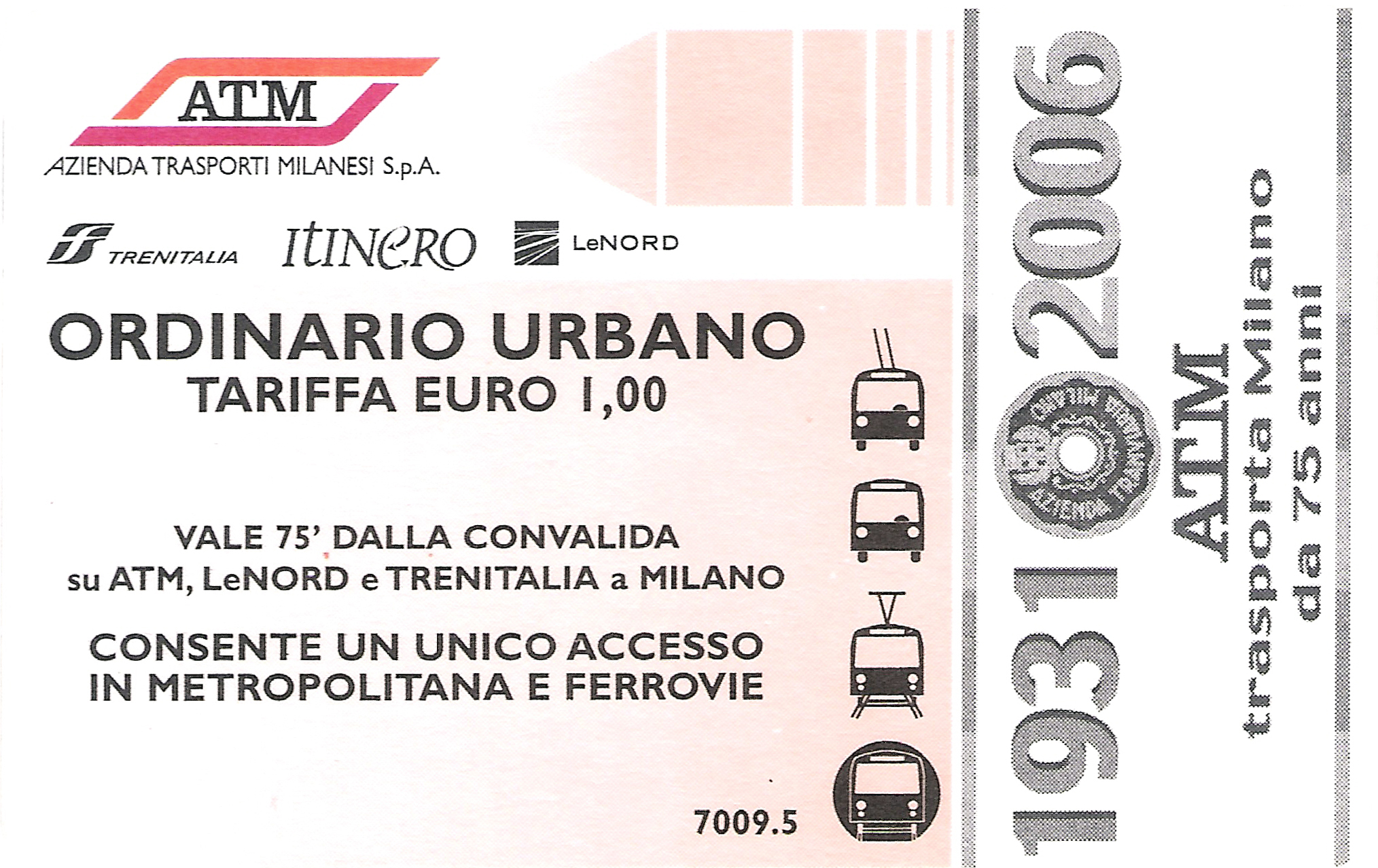
Billete del metro y de otros medios de transporte públicos de Milán.